# Esther Lily Nkansah
Esther Lily Nkansah là một luật sư người Ghana và là cựu Bộ trưởng Khu vực miền Tây từ năm 1997 đến năm 2001 dưới Chính phủ Rawlings. Năm 2010, bà được Chủ tịch Atta Mills đặt tên trong Hội đồng Ngân hàng Ghana gồm 10 thành viên để hỗ trợ chính phủ trong Chương trình nghị sự Better Ghana. Bà Nkansah cũng là Chủ tịch Giáo dân của Giáo phận Sekondi của Giáo hội Giám lý.